# Lilian Laslandes
Lilian Laslandes (* 4. September 1971 in Pauillac) ist ein ehemaliger französischer Fußballspieler.
Der Stürmer war in Frankreich sehr erfolgreich, hat es auch zu sieben Spielen in der französischen Nationalmannschaft gebracht. Im Winter 2001/02 verpflichtete der 1. FC Köln den Franzosen. Die Kölner standen mitten im Abstiegskampf, und Laslandes sollte sie mit seinen Toren retten. Aber er kam – auch verletzungsbedingt – nur zu fünf Einsätzen, in denen ihm nicht ein Tor gelang, was ihm bei den Fans der Domstädter den Spitznamen „Laslandesliga“ einbrachte. Nach Ablauf der Saison wechselte Laslandes zurück nach Frankreich. Im Sommer 2008 beendete er seine 17 Jahre währende Profikarriere, in der er 424 Erstligaspiele (davon 407 Einsätze mit 127 Treffern in Frankreich) bestritt; zudem kam er auf 53 Begegnungen (7 Torerfolge) in allen drei Europapokalwettbewerben.

## Erfolge
- Französischer Meister: 1996 (mit Auxerre), 1999 (mit Bordeaux)
- Französischer Pokalsieger: 1994, 1996 (beide mit Auxerre)